# 蔡昱詳
蔡昱詳（1969年9月7日—），為台灣的棒球選手之一，曾經效力於中華職棒第一金剛及La New熊，守備位置為一壘手，原名為蔡泓澤。

## 經歷
- 嘉義縣朴子國小少棒隊
- 屏東縣美和中學青少棒隊
- 屏東縣美和中學青棒隊
- 文化大學棒球隊（聲寶巨人）
- 聲寶巨人棒球隊
- 台灣大聯盟台北太陽（1997年－2002年）
- 中華職棒第一金剛（2003年）
- 中華職棒La New熊（2004年—2005年）
- 中華職棒La New熊守備教練（2006年—2009年2月）
- 中華職棒La New熊二軍守備教練（2009年3月—2009年10月17日）
- 中華職棒La New熊一軍守備教練（2009年10月17日—2010年）
- 中華職棒Lamigo桃猿一軍內野守備教練（2011年—2019年12月）
- 中華職棒樂天桃猿一軍內野守備教練（2020年）
- 中華職棒樂天桃猿二軍內野守備教練（2021年—2022年）
- 中華職棒台鋼雄鷹打擊兼內野守備教練（2023年—2024年6月）
- 中華職棒台鋼雄鷹二軍首席兼打擊教練（2024年7月—2024年12月）
- 中華職棒台鋼雄鷹一軍打擊教練（2025年—）

## 職棒生涯成績
| 年度   | 球隊     | 出賽 | 打數 | 安打 | 全壘打 | 打點 | 盜壘 | 四死球 | 三振 | 壘打數 | 雙殺打 | 打擊率 |
| ------ | -------- | ---- | ---- | ---- | ------ | ---- | ---- | ------ | ---- | ------ | ------ | ------ |
| 2003年 | 第一金剛 | 87   | 263  | 72   | 6      | 37   | 2    | 29     | 48   | 106    | 12     | 0.274  |
| 2004年 | La New熊 | 54   | 139  | 32   | 1      | 17   | 3    | 13     | 25   | 38     | 3      | 0.230  |
| 合計   | 2年      | 141  | 402  | 104  | 7      | 54   | 5    | 117    | 190  | 144    | 15     | 0.259  |

## 特殊事蹟
- 2004年3月4日於澄清湖棒球場面對兄弟象隊投手王勁力擊出一支右外野方向的再見全壘打，以一分之差氣走兄弟象，全隊球員猶如拿下總冠軍般的衝到場中慶祝勝利，因為這場勝利足足等了整整1年之久(前身第一金剛時期在2003年球季對象隊對戰戰績為2平18負的難堪紀錄，沒有從象隊手上取得勝利)，全台La New門市也以全面8折優惠，慶祝這場勝利。

## 外部連結
- 蔡昱詳在台灣棒球維基館上的頁面（繁體中文）
- 球員資訊和成績在中華職棒官網（中文）